# Celia Thaxter
Celia Laighton Thaxter (29 juin 1835 – 25 août 1894) est une poétesse et auteure américaine. Elle est avec Alice Brown, Sarah Orne Jewett et Mary Eleanor Wilkins Freeman, Rose Terry Cooke une auteure majeure de la littérature appartenant au mouvement américain dit de la « Local Colour ». Pendant une grande partie de sa vie, elle habite avec son père sur les Îles de Shoals dans l'hôtel Appledore. Son enfance et son désir de devenir écrivaine sont détaillés dans son autobiographie (publié par le magazine Saint-Nicolas) et dans son livre intitulé Among the Isles of Shoals. Parmi ses poèmes les plus connus se trouvent « The Burgomaster Gull », « Landlocked », « Milking », « The Great White Owl », « The Kingfisher », et « The Sandpiper ».

## Enfance et éducation
Celia Laighton est née à Portsmouth dans le New Hampshire le 29 juin 1835, mais la famille déménage peu après aux Îles de Shoals, d'abord sur l’île Blanche, où son père, Thomas Laighton, est gardien de phare, puis sur Smuttynose et Appledore. La venue de visiteurs l'été pousse le père de Thaxter a établir le premier hôtel moderne des îles.
Les écoles étant assez éloignées, et les habitants permanents de l'île offrent des ressources très limitées pour une enfant intelligente. De 1849 à 1850, elle est scolarisée au Séminaire Féminin de Mount Washington à South Boston.

## Carrière

### Sur le continent

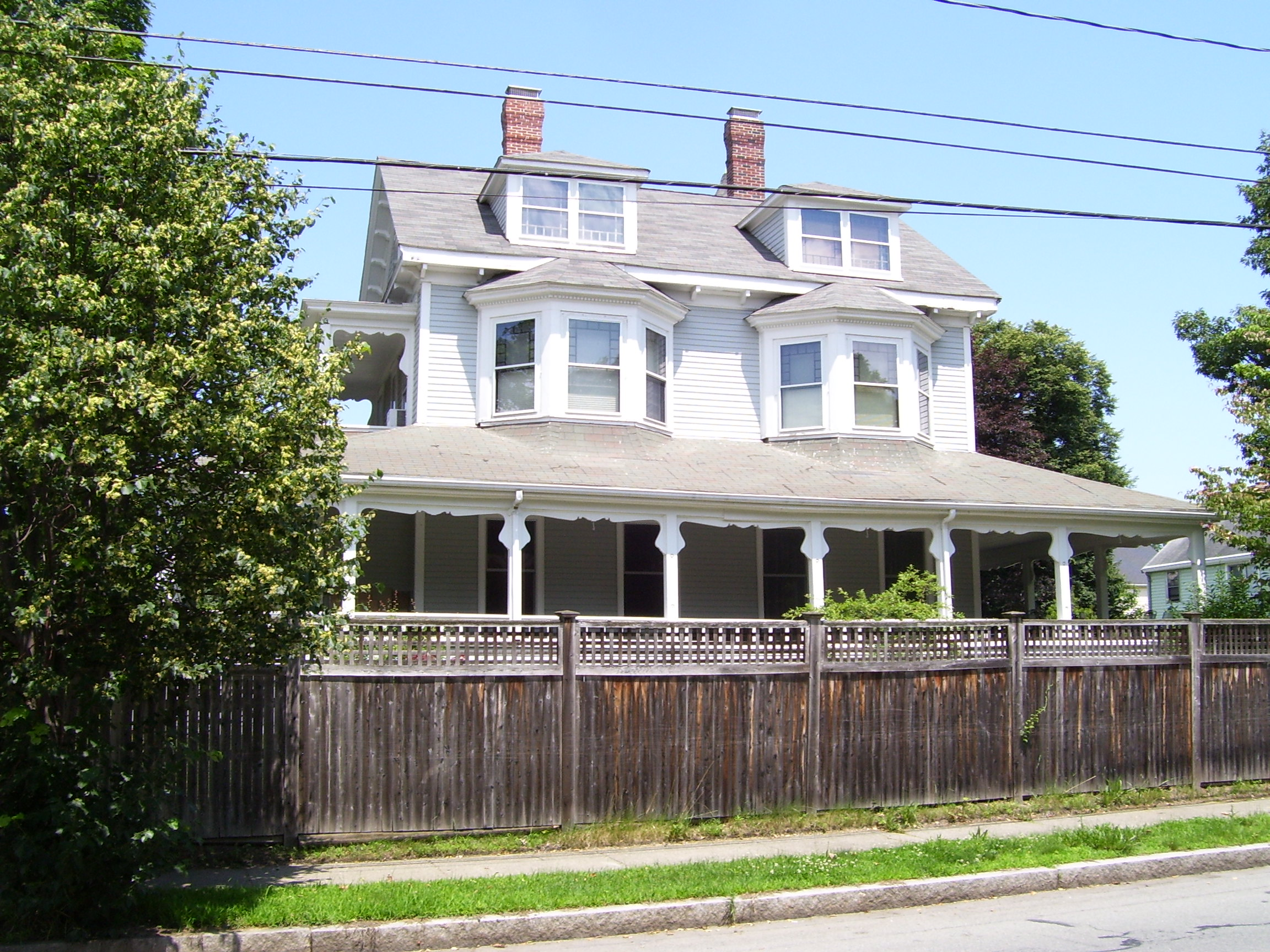
La maison de Celia Thaxter à Newtonville

Le 13 septembre 1851, à l'âge de 16 ans, elle épouse Levi Thaxter et déménage sur le continent, résidant d'abord à Watertown, Massachusetts, dans une propriété que son père possède. En 1854, ils acceptent une offre pour une maison à Newburyport. Le couple acquis ensuite leur propre maison, aujourd'hui appelée la Celia Thaxter Maison, construite en 1856, près de la Rivière Charles à Newtonville. Ils ont deux fils, Karl et Jean. Leur troisième fils, Roland est né en 1858, et devient un éminent mycologue qui enseigne à l'Université Harvard où il étudie les insectes associés aux champignons et aux mycobactéries,.
Son premier poème publié est écrit à cette époque, sur le continent. Ce poème, « Landlocked », est d'abord publié dans Atlantic Monthly en 1861 et lui rapport 10 $. En 1879, Thaxter fait ses débuts littéraires avec un recueil de poèmes intitulé Driftwood, et vu qu'ils viennent d'un groupe d'îles, dont les liens avec le continent sont peu fréquents, ses débuts sont reçus avec presque autant de surprise que de plaisir. Bien que poèmes traitant de l'océan sont déjà publiés, signé sous le nom de Celia Thaxter, il est encore difficile pour le critique de Boston de réaliser que le porteur de ce nom est en fait une résidente de longue date, et pas exactement une autochtone de ces îles au large de la côte du New Hampshire. Sa poésie est publiée dans Atlantic, Century, Harper's, Independent, New England Magazine et Scribner's, tandis que ses textes pour le public plus jeune l'est dans Our Young Folks et de St. Nicholas.

### Retour sur Appledore

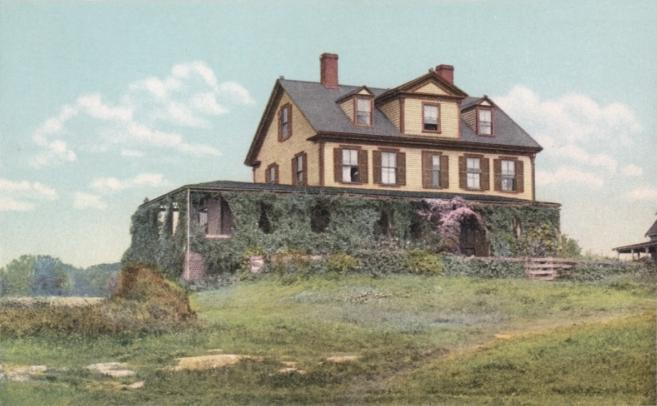
Chalet de Thaxter sur Appledore

Karl, qui a une maladie mentale depuis l'enfance, voyage avec Thaxter à chaque fois qu'elle retourne sur les Isles of Shoals, tandis que ses deux plus jeunes fils partent avec son mari en Floride après sa grave maladie en 1868-69. Sa vie avec Levi n'est pas harmonieuse, et il y eut plusieurs périodes de séparation. Les îles lui manquent, et donc, après dix ans d'absence, Thaxter déménage à Appledore. Elle devient l'hôtesse d'accueil de l'hôtel de son père, la Appledore House, et accueille de nombreux membres des cercles littéraire et artistiques de Nouvelle-Angleterre sur l'île et dans son salon, y compris les écrivains Ralph Waldo Emerson, Nathaniel Hawthorne, Henry Wadsworth Longfellow, John Whittier, Sarah Orne Jewett, Rose Terry Cooke et les artistes William Morris Hunt et Childe Hassam, ce dernier ayant fait plusieurs portraits d'elle. l'aquarelliste Ellen Robbins peint également les fleurs de son jardin. Thaxter est présente au moment des infâmes meurtres sur Smuttynose, sur lequel elle écrit l'essai, Un Mémorable Meurtre.
William Morris Hunt, un ami proche de la famille, passe les derniers mois de sa vie sur Appledore, en essayant de récupérer de sa dépression. Il se noie à la fin de l'été 1879, trois jours après la fin de sa dernière œuvre. Celia Thaxter découvre le corps du peintre dans ce qui ressemble à un suicide. Cette même année, les Thaxter achètent 75 hectares le long de la plage de Seapoint sur l'île Cutts, où ils construisent un grand « cottage » en bardeaux appelé la Champernowne Farm. En 1880, ils mettent aux enchères la maison de Newtonville et se retirent définitivement à Kittery Point, dans le Maine. En 1881, elle passe des vacances en Europe avec son frère, Oscar. La même année, Thaxter et son mari déménagent dans leur nouvelle maison de Kittery Point. En mars 1888, son ami Whittier espère que « sur côte abandonnée et venteuse, où elle ne peut que regarder la désolation des pâturages mordus par le vent d'hiver et la mer froide et grise » , elle pourra être réconfortée par « ses souvenirs de voyages italiens ».

## Mort et héritage
Elle décède soudainement, alors qu'elle est sur Appledore. Elle est enterrée non loin de son chalet, qui a brûlé dans l'incendie de 1914 qui a détruit Appledore House. La maison de Kittery Point reste dans sa famille jusqu'en 1989, à la mort de sa petite-fille et biographe, Rosamond Thaxter. En 2008, la Library of America sélectionne « A Memorable Murder » dans sa rétrospective de deux siècles d'American True Crime.

## Thèmes

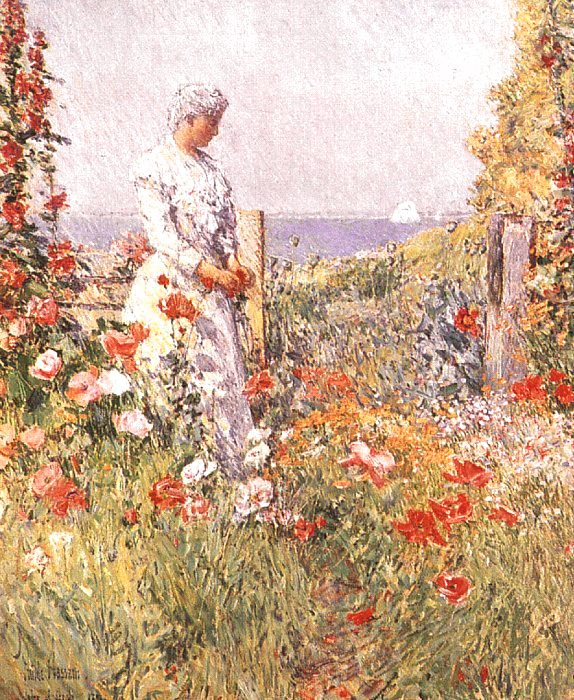
Celia Thaxter dans son Jardin, 1892, par Childe Hassam

Thaxter a fait pour la côte et la diversité des aspects de la vue sur l'océan et les îles rocheuses de sa maison, ce qui Whittier a fait pour les plus doux aspects de la rivière sur les rives desquelles il a vécu. Comme il peut avoir épuisé toutes les beautés de la Merrimack, Thaxter semble n'avoir rien laissé sous silence des diverses fonctionnalités de l'océan, dont les vagues n'ont cessé de battre à ses pieds. Avec le souci du détail ; avec les plus vives observation des nuances ; une superfine sensibilité aux aléas climatiques et aux changements météorologiques, de sorte qu'elle peut être qualifiée de réaliste selon le terme de peinture, elle possède en même temps l'éclat et l'imagination de l'impressionnisme. Nous voyons dans son art une combinaison des deux écoles.
Parce que Thaxter décrit si bien de la mer, son imaginaire graphique impressionne certains critiques avec l'idée qu'elle n'écrit rien d'autre. Pourtant ses poèmes ne se sont pas confinés à la mer, comme le prouve « A Faded Glove », « Remonstrance » ou « Piccola » ; elle écrit aussi des sonnets sur Beethoven et d'autres grands maîtres de la composition.

Thaxter attire très tôt dans sa carrière littéraire, la sympathie et l'admiration de certains des meilleurs écrivains et critiques de l'époque : parmi ses admirateurs les plus enthousiastes se trouve Thomas Wentworth Higginson, un savant qui est aussi un amoureux de la mer, et l'un des juges les plus compétents sur la description de l'océan dans la littérature de l'époque.

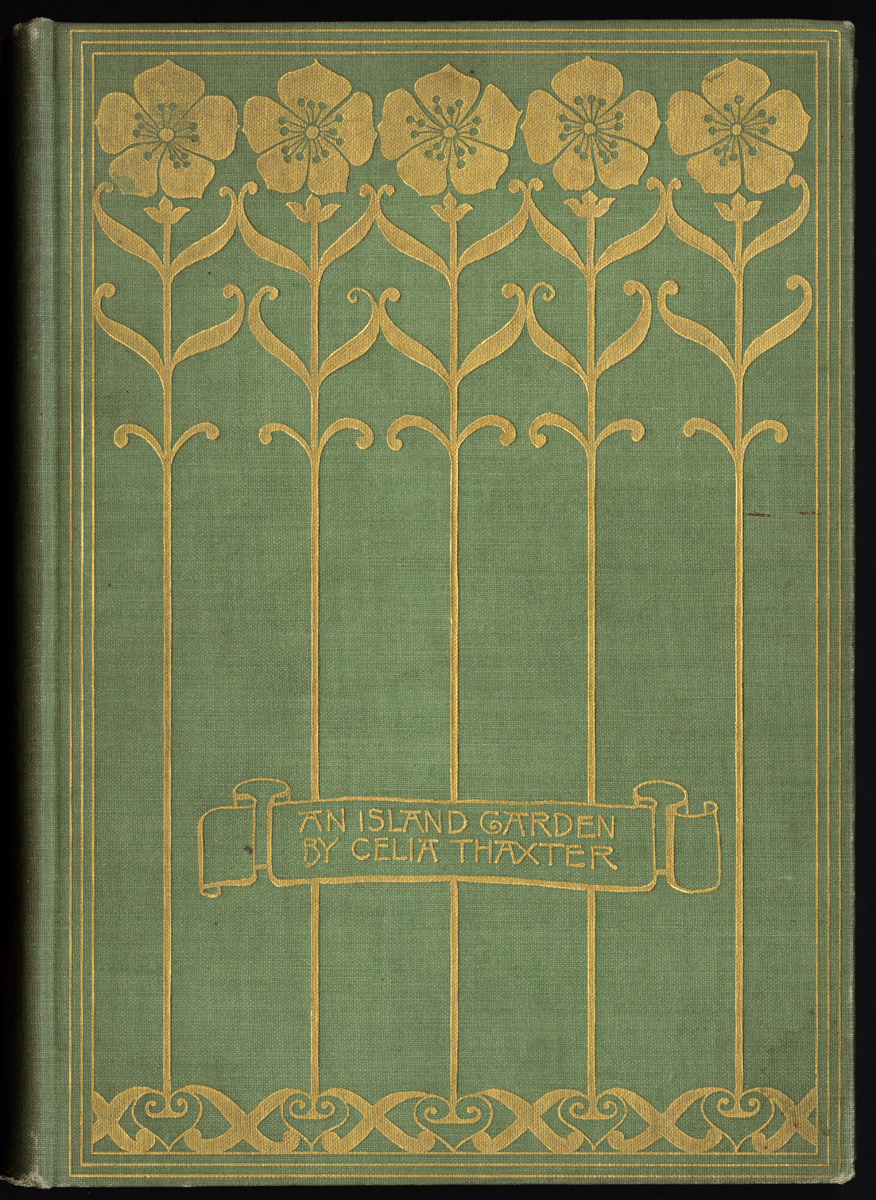
An island garden (1894)

## Style
Dans sa prose, c'est le pittoresque qui l'emporte, avec cependant quelques exceptions notables ; dans tous se lit une morale sous-jacente à contre-courant qui affleure plus ou moins dans l'ensemble de ses productions en prose ou en poésie. Elle écrit quelques poèmes pour les enfants, avec une fusion de la didactique et l'émotion.

## Œuvres choisies
- The lost bell. A legend of the island of Rügen in the Baltic Sea.
- Good bye, sweet day. (music, with Kate Vannah & Elsie Baker)
- The sandpiper
- Land-locked, 1861
- A poppy seed, 187?
- A memorable murder, 1875
- Among the Isles of Shoals, 1878
- The Nursery for youngest readers, 1878
- Idyls and pastorals, a home gallery of poetry and art., 1886
- The cruise of the Mystery and other poems, 1886
- My lighthouse, and other poems, 1890
- An island garden, 1894
- Stories and Poems for Children
- Woman's heartlessness, 1900

### Traduction
- (en) Cet article est partiellement ou en totalité issu de l’article de Wikipédia en anglais intitulé « Celia Thaxter » (voir la liste des auteurs).